# IDA Ireland
IDA Ireland este agenția guvernamentală responsabilă pentru dezvoltarea industrială în Republica Irlanda. Agenția a fost fundată în 1949 sub numele Autoritatea de Dezvoltare Industrială (Industrial Development Authority sau IDA). În 1994, când a început era Tigrului Celtic, agenția a fost renumită IDA Ireland și a fost reformată semnificativ. Influența sa a fost limitată la facilitarea investiției străine - promovarea companiilor irlandeze a fost transferată la agenția Enterprise Ireland.
Agentia este responsabilă pentru promovarea și dezvoltărea industriei străine în Irlanda. Acest țel este realizat prin reduceri în taxe pentru aceste companii, granturi și infrastructură pentru companii străine. În ultimii ani a Tigrului Celtic, mulți au spus că IDA Ireland nu face destul ca să introducă companii de cercetare în Irlanda, mai ales considerând că aceste industrii sunt necesare pentru dezvoltarea susținută a Irlandei în viitor.